# Francis M.B. Boott
Francis Boott ( 1792 – 1863 ) fue un médico y botánico estadounidense, que residió en Gran Bretaña desde 1820.

## Biografía
Boott nace en Boston, Massachusetts, hermano de Kirk Boott, uno de los fundadores de Lowell, Massachusetts. Ingresa al Harvard College en 1806 y se gradúa en 1810.
A los 19 se muda a Derby en Inglaterra aparentemente con la intención de hacer negocios, estando tres años, y allí comienza a interesarse en Botánica, influenciado por Lucy Hardcastle (quien era una hija ilegítima de Erasmus Darwin). Retorna a EE. UU. en 1814 estudiando Botánica.
En 1820 vuelve a Bretaña, se casa con Mary Hardcastle, hija de John Hardcastle y de la ya mencionada Lucy Hardcastle; y estudia Medicina, inicialmente en Londres para luego pasar a la Universidad de Edimburgo, obteniendo un MD en 1824. Practicó la Medicina en Londres entre 1825 y 1832; y conduciendo sus propios experimentos y conferencias en Botánica. De 1832 a 1839 fue secretario de la Sociedad linneana de Londres.
Retuvo su interés en la Medicina, y escribe en "The Lancet" en 1846 cuando se entera de que su amigo Bigelow estaba usando éter como anestésico en EE. UU.; y el primer uso del éter como anestésico dental en Bretaña fue en su domicilio de "24 Gower Street", el 19 de diciembre de  1846 (178 años). Esa acción fue conmemorada con una placa en la "London School of Hygiene and Tropical Medicine". Pocos días después se realiza una cirugía bajo éter llevada a cabo por Robert Liston en el cercano Hospital University College".
- La abreviatura «Boott» se emplea para indicar a Francis M.B. Boott como autoridad en la descripción y clasificación científica de los vegetales.[1]